# Emacs
Emacs — це вид текстового редактора, який має розширюваний набір можливостей, популярний у середовищі програмістів і технічно просунутих користувачів комп'ютера.
Певно, найвідомішим представником цього сімейства редакторів є GNU Emacs, котрий є частиною проекту GNU і перебуває в активній розробці. Документація до GNU Emacs представляє як: «розширюваний, легкий в налаштуванні, самодокументований, дисплейний редактор реального часу». До того ж він є найбільш портабельним та портованим на найбільшу кількість платформ реалізацією Emacs.
XEmacs — це друга із найпоширеніших версій Emacs.
Оригінальний EMACS був додатком до тогочасного редактора TECO, а назва його походить від англійського словосполучення Editor MACroS. Ці розробки були розпочаті Річардом Столменом у співавторстві з Гаєм Л. Стілом молодшим, у 1975 році. Столман був вражений ідеями TECMAC та TMACS частини TECO, які були розроблені Гаєм Стілом, Дейвом Муном, Річардом Грінблаттом, Чарльзом Френкстоном та іншими. За минулі роки було розроблено багато версій Emacs, але тепер широко уживаними залишились дві версії: GNU Emacs, розпочата Столманом у 1984 році і досі підтримана ним, та XEmacs — відгалуження від GNU Emacs, розпочате у 1991 році. Ці версії досі сумісні у більшості випадків. Обидві версії використовують потужну мову розширення — Emacs Lisp, який дозволяє виконувати широке коло завдань, від написання текстів і компіляції програм, до снування в інтернет.
У культурі UNIX, Emacs складає суттєву конкуренцію в традиційний війні редакторів, іншим таким як — Vi.
Деякі люди під словом Emacs мають на увазі текстові редактори, похідні від версії розпочатої Столменом, позначаючи велику кількість незалежних реалізацій.

## Історія
Розробка Emacs почалась у лабораторії штучного інтелекту Масатчусетського Технологічного Інституту протягом 1970-х років. До його розробки, основним редактором на тодішніх комп'ютерах PDP-6 та PDP-10 виступав лінійний редактор «Текстовий редактор та коректор» (TECO). У противагу поширеним сьогодні редакторам, TECO виділяв у різні режими набір, редагування, відображення тексту. На жаргоні редакторів, він був модальним редактором. Введений у TECO символ не включався безпосередньо в документ — спочатку було необхідно ввести ряд команд для вставки символів, і весь цей час символи не відображались на екрані. Така поведінка схожа на роботу редактора ed, який досі використовується.